# Шинџи Оказаки
Шинџи Оказаки (јап. 岡崎 慎司; Такаразука, 16. април 1986) професионални је јапански фудбалер који игра на позицији нападача. Тренутно наступа за Синт Тројден.
Један је од играча са највише наступа за Јапан, а такође је на трећем месту листе стрелаца репрезентације.
Са репрезентацијом Јапана наступао је на осам великих такмичења са којих је освојио једну медаљу.

## Статистика каријере

### Репрезентативна
| Репрезентација | Година | Наступи | Голови |
| -------------- | ------ | ------- | ------ |
| Јапан          |        |         |        |
| 2008           | 4      | 0       |        |
| 2009           | 16     | 15      |        |
| 2010           | 15     | 3       |        |
| 2011           | 14     | 8       |        |
| 2012           | 9      | 3       |        |
| 2013           | 14     | 7       |        |
| 2014           | 13     | 4       |        |
| 2015           | 13     | 7       |        |
| 2016           | 8      | 2       |        |
| 2017           | 5      | 1       |        |
| 2018           | 5      | 0       |        |
| 2019           | 3      | 0       |        |
| Укупно         | Укупно | 119     | 50     |

## Трофеји

### Лестер
Премијер лига (1) : 2015/16.

### Јапан
Азијски куп (1) : 2011.